# Pazifik-Wimpelfisch
Der Pazifik-Wimpelfisch (Heniochus chrysostomus) ist eine Art aus der Familie der Falterfische (Chaetodontidae). Er lebt weitverbreitet in den Korallenriffen des tropischen Pazifiks, von Indonesien nördlich bis zum südlichen Japan, südlich bis Queensland und den 
Rowley Shoals, in ganz Mikronesien, bei Neukaledonien, Tuvalu bis nach Pitcairn.

## Merkmale
Der Pazifik-Wimpelfisch wird 18 Zentimeter lang. Sein Körper ist seitlich abgeflacht, hochrückig und von weißer Grundfarbe mit drei dunklen, breiten Bändern. Die Oberseite des Kopfes ist gelb. Das erste verläuft von der Stirn über die Augen bis zu den völlig schwarzen Bauchflossen. Das zweite reicht von den Flossenstacheln der Rückenflosse bis zum hinteren, weichstrahligen Teil der Afterflosse. Das dritte färbt den weichstrahligen Teil der Rückenflosse dunkel. Die Bänder werden von vorn nach hinten zunehmend heller, von schwarz bis mittel- oder hellbraun. Wie bei allen Mitgliedern der Gattung sind bei Heniochus chrysostomus die Flossenstacheln der Rückenflosse verlängert, bei Jungfischen allerdings wesentlich mehr als bei ausgewachsenen Tieren. Die Membran des ersten Flossenstachel ist fahnenartig vergrößert. Jungfische tragen im hinteren, weichstrahligen Teil der Afterflosse einen doppelten kleinen Augenfleck.
Flossenformel: Dorsale XII–XIII/21–22, Anale 17–18.

## Lebensweise
Der Pazifik-Wimpelfisch lebt in Korallenriffen unterhalb der Gezeitenzone in Tiefen bis 15 Metern, Jungfische einzeln vor allem im seichten Wasser von Lagunen, ausgewachsene Tiere meist paarweise und vor allem in Außenriffen. Er ernährt sich vor allem von Korallenpolypen.